# 七壙古墓
24°03′23″N 120°34′19″E / 24.056357°N 120.572057°E
七壙古墓，是位於臺灣彰化縣彰化市桃源里的王姓古墓，為道光年間在八卦山區的草子埔所建，在大家樂盛行一時，並對建墓由來有靈異傳說。

## 位置

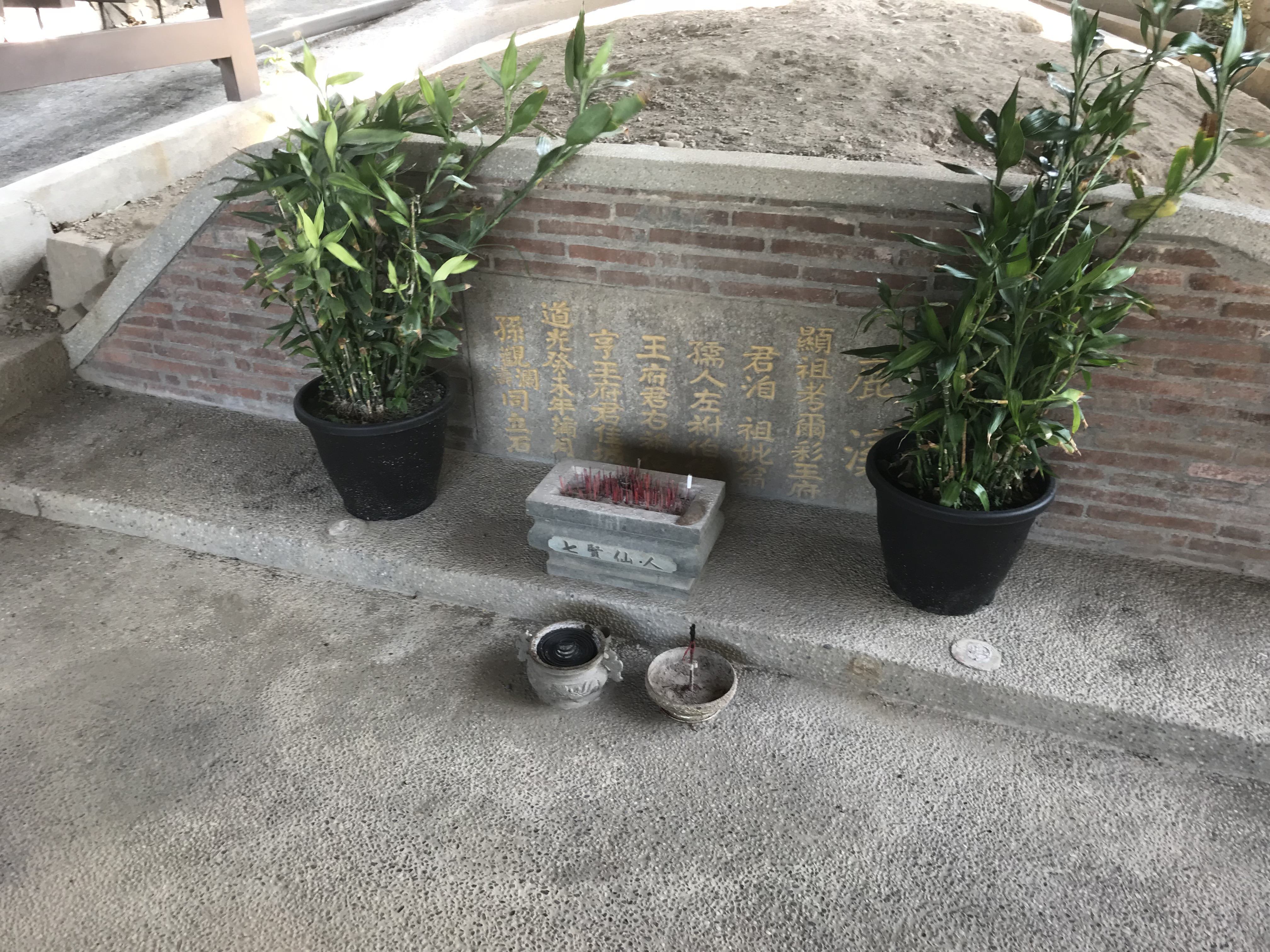
墓碑為道光癸未年（1823年）蒲月（農曆五月）由王觀濤與王觀瀾為祖輩所立，地名鹿溪。

此古墓位在寶山路交叉口，於虎崗路一側，地處八卦山區的草慈埔（草子埔），距離彰化市區約六公里。旁有彰化客運公車站牌。附近五十公尺山頂及西北邊山頂為彰化市有名的情人樹。此墓的行政區域屬於桃源里，該里有八卦山第二公墓。

## 傳說

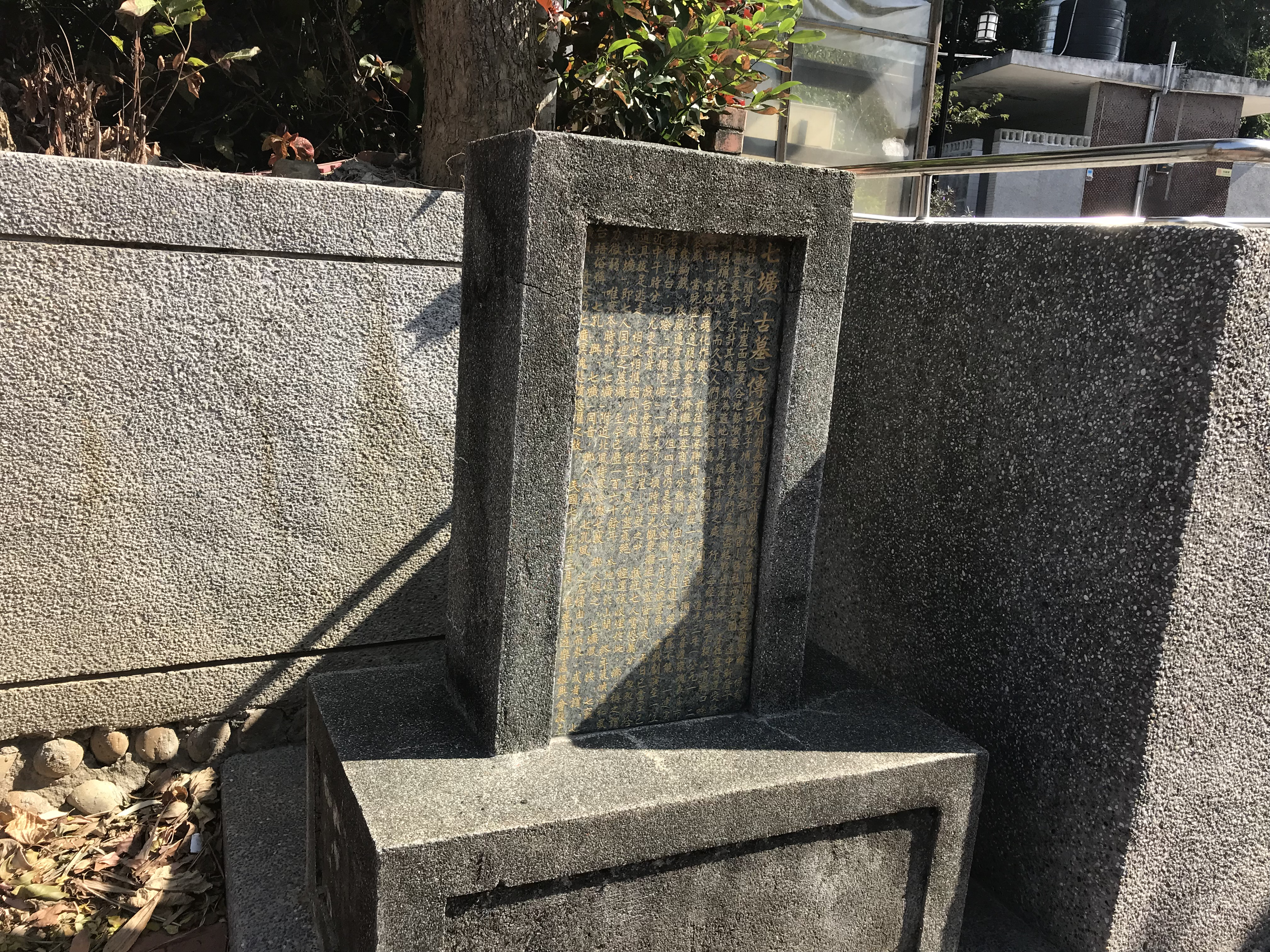
傳說說明碑，為草慈亭遊樂區振興會人員在1987年3月所立。

草子埔終年氣候溫和，風力微弱，但寒冬時節此墓附近北風冷徹七竅，鄉人稱之「七壙風」、「七孔風」，因此對墓名冠以「七壙」之名。民間亦也傳說該墓埋了七名去世後被稱為「七聖爺」的布袋戲班人員。
根據1971年記者採訪的內容：昔日彰化至芬園間主要交通路線係為由草子埔、水越台、快官、舊社而至芬園，途中的阿彌陀崁會有盜賊出沒，因此屍骨遍野。傳說道光三年（1823年），阿彌陀崁的亡靈化作鄉人，前去鹿港聘請布袋戲班一行七人，至阿彌陀崁表演布袋戲。當夜燈火通明，觀眾擁擠，攤擔客商十分熱鬧，一連演了幾齣戲，直到扮演一位老僧上台，口念「阿彌陀佛」一聲未了，頓時燈光、觀眾、攤擔等盡皆消失，而日已當空，己近中午時分，戲台竟是懸在半壁之中，戲班七人恐懼萬分，不顧收拾拔足逃走，相扶相攜，翻山越嶺，在草子埔力盡氣絕，後經遺屬收埋於原處。
類似傳說有大莆林水鬼。
陳麗香歌仔戲團曾將此傳說改編成《七壙先人外傳》，於2020年10月10日、11日兩天，在員林演藝廳演出。

## 賭風
此墓未聞名之前，只有假日偶爾有人到此郊遊，平日人煙罕至。大家樂盛行的時期，前往求明牌者絡繹不絕，自用車常排到下方的彰化縣立體育場停放，成為彰化奇景之一。
在1986年報導時，草慈埔居民王阿宗表示，據說三、四個月前，有位生意失敗的台中縣人，因走投無路便夜晚躲至此墓求明牌，簽中贏了不少錢，但一個月左右錢都花光，因此再回到此墓找七位鬼魂抱怨，卻被當地人偶然聽到，使此墓的聲名大噪。當時不論早晚，前往膜拜的民眾川流不息，尤其夜裡更多，也有賭徒雇請歌舞團表演、或在此打地舖期待鬼魂託夢。王阿宗說，二、三個月前此地只有一個賣金紙、一個賣冰水的攤販，如今攤販有三、四十家，尤其逢大家樂開獎前一、二日和後一、二日，估計每日早晚上山的民眾，約在五萬人左右，使寶山路沿途交通為之阻塞。賭客也會尋訪附近的兩棵百年老榕情人樹，期待神樹顯神蹟。
1987年7月15日晚，一名和美鎮的林姓工人被發現在此墓附近竹林服農藥自盡。其周姓妻子向警方說丈夫因簽賭大家樂輸了新台幣四十餘萬元，本月13日離家後即未返家，可能因此尋短見。
2002年樂透彩風靡全台時，再度吸引彩迷的矚目。

## 今狀
今成為單車客過往休息驛站。2020年春，立法委員黃秀芳、彰化縣議員莊陞漢等人邀集參山國家風景區管理處處長柯建興現地勘查，爭取虎崗路沿線從賞鷹平台、一線天景點再造，串聯七壙景觀步道修繕。